# True Pinball
True Pinball è un videogioco di tipo simulatore di flipper sviluppato da DICE e pubblicato da Ocean Software nel 1996 per sistemi PlayStation e Saturn. Esso è una conversione con l'aggiunta della visuale 3D e dei tavoli graficamente leggermente modificati, così come sonoro e musiche, di Pinball Illusions, un altro videogioco di flipper sviluppato un anno prima sempre da Digital Illusions.

## Tavoli flipper
- Babewatch, ambientazione in spiaggia californiana.
- Law 'n justice, flipper a scenografia futuristica poliziesca.
- Extreme Sports, ambientato nel mondo degli sport estremi di ogni genere.
- Vikings: The tales, flipper sui viaggi e mitologie del popolo Vichingo.